# De què parlem mentre no parlem de tota aquesta merda?
De què parlem mentre no parlem de tota aquesta merda? és una obra de teatre còmica en català de la companyia teatral hospitalenca La Calòrica, escrita pel dramaturg mallorquí Joan Yago i produïda pel Teatre Nacional de Catalunya, sota la direcció d'Israel Solà.
La trama d'aquesta comèdia segueix dos fils argumentals: el primer és una convenció de negacionistes del canvi climàtic, i el segon és la resolució d'un conflicte veïnal provocat pel trencament de les canonades del desguàs en un edifici de l'Hospitalet de Llobregat, en què la companyia creadora de l'espectacle (La Calòrica) s'acaba d'instal·lar a l'entresol per tal d'utilitzar-lo com a local d'assaig; tots dos fils s'entrellacen amb la intenció de fer humor amb el canvi climàtic com a tema principal.

## Representacions
L'obra es va estrenar el 4 de març de 2021 a la Sala Petita del Teatre Nacional de Catalunya, lloc on hi va romandre fins al 4 d'abril d'aquell mateix any. Posteriorment, l'espectacle va realitzar una gira a diferents teatres de Catalunya Sud: l'Atlàntida de Vic (9 d'abril de 2021), l'Escorxador de Lleida (11 d'abril de 2021), el Teatre Jardí de Figueres (16 d'abril de 2021), el Teatre Joventut de l'Hospitalet de Llobregat (18 d'abril de 2021), el Teatre Bartrina de Reus (24 d'abril de 2021), el Teatre de Salt (30 d'abril de 2021), el Teatre Principal d'Olot (7 de maig de 2021), Cal Bolet de Vilafranca del Penedès (16 de maig de 2021), el Teatre Auditori Felip Pedrell de Tortosa (21 de maig de 2021), el Teatre Principal de Sabadell (23 de maig de 2021), el Teatre Kursaal de Manresa (25 de maig de 2021), el Teatre l'Artesà del Prat de Llobregat (30 de maig de 2021) i el Teatre Principal de Terrassa (5 de juny de 2021). L'obra va establir-se al Teatre Poliorama, a la Rambla de Barcelona, del 30 de juny al 8 d'agost de 2021.

## Sinopsi
L’obra és una «auca ecologista», una cursa desesperada entre escales i replans, una comunitat enfrontada al terrible repte d’organitzar-se abans que l’aigua els arribi al coll. Alguna cosa fa pudor de podrit. No podem seguir negant l'evidència. Mentre nosaltres continuem aquí parlant de les nostres cabòries, la taca d’humitat s'estén, les canonades s'embussen, les parets s'esquerden... Reconèixer el problema és –ja ho diuen– el primer pas per solucionar-lo. Però estem realment disposats a fer el segon pas?

## Repartiment
| Actor                  | Personatge   |
| ---------------------- | ------------ |
| Esther López Martín    | Esther       |
| Aitor Galisteo-Rocher  | Aitor        |
| Xavi Francés Fernández | Xavi         |
| Marc Rius Ustet        | Marc         |
| Júlia Truyol Caimari   | Júlia        |
| Mònica López           | Aurora Martí |